# Татриев, Магомед Бексултанович
Магомет Бексултанович Татриев (10 марта 1947, Аксуат, Восточно-Казахстанская область — 30 мая 2014, Али-Юрт, Ингушетия) — российский государственный деятель, председатель Народного собрания Республики Ингушетия (2013—2014).

## Биография
В 1966 г. окончил Грозненский статистический техникум по специальности «Бухгалтер». В 1982 г. — Ростовский институт народного хозяйства по специальности «Экономист».
- 1968—1993 гг. — на руководящих должностях в системе транспортного управления города Грозного — инженер, заместитель директора автотранспортного комбината, директор автотранспортного комбината,
- 1993—1994 гг. — первый заместитель главы администрации Назрановского района,
- 1994—1995 гг. — заместитель главы администрации Зоны экономического благоприятствования «Ингушетия»,
- 1995—1996 гг. — первый заместитель Председателя Правительства Республики Ингушетия,
- 1996—1999 гг. — генеральный директор малого предприятия «Ястреб-94»,
- 1999—2003 гг. — депутат Народного Собрания Республики Ингушетия, председатель постоянной комиссии по бюджету, налогам и финансам,
- июнь-декабрь 2003 г. — заместитель Председателя Правительства Республики Ингушетия,
- 2003—2013 гг. — заместитель председателя Народного Собрания Республики Ингушетия.

В сентябре 2013 г. был избран председателем Народного Собрания Республики Ингушетия.